# Guozhuang (socken i Kina, Shandong)
Guozhuang (kinesiska: 果庄乡, 果庄) är en socken i Kina. Den ligger i provinsen Shandong, i den östra delen av landet, omkring 180 kilometer sydost om provinshuvudstaden Jinan. Antalet invånare är 28360. Befolkningen består av 14 049 kvinnor och 14 311 män. Barn under 15 år utgör 19,0 %, vuxna 15-64 år 70 %, och äldre över 65 år 9,0 %.
Genomsnittlig årsnederbörd är 962 millimeter. Den regnigaste månaden är juli, med i genomsnitt 322 mm nederbörd, och den torraste är januari, med 6 mm nederbörd.